# Zack Littell
Zack Stuart Littell (Burlington, Carolina del Norte, 5 de octubre de 1995), más conocido como Zack Littell, es un jugador profesional estadounidense de béisbol que se desempeña en la posición de lanzador en Tampa Bay Rays, equipo de las Grandes Ligas de Béisbol (MLB).

## Carrera
Littell hizo su debut en la MLB con el equipo Minnesota Twins, en el cual jugó tres temporadas (2018-2020), después pasó a San Francisco Giants (2021-2022), luego a Boston Red Sox (2023), posteriormente a Tampa Bay Rays, donde lleva jugando dos temporadas.